# Episodi di Godfather of Harlem (prima stagione)
La prima stagione della serie televisiva Godfather of Harlem, composta da 10 episodi, è stata trasmessa in prima visione assoluta dalla rete televisiva Epix dal 29 settembre 2019.
In Italia la stagione è stata pubblicata sul servizio on demand Disney+ dal 23 febbraio al 16 aprile 2021.
| nº | Titolo originale            | Titolo italiano                                 | Prima TV USA      | Prima TV Italia  |
| -- | --------------------------- | ----------------------------------------------- | ----------------- | ---------------- |
| 1  | By Whatever Means Necessary | Con ogni mezzo necessario                       | 29 settembre 2019 | 23 febbraio 2021 |
| 2  | The Nitty Gritty            | Il nocciolo della questione                     | 6 ottobre 2019    | 23 febbraio 2021 |
| 3  | Our Day Will Come           | Verrà il nostro giorno                          | 13 ottobre 2019   | 26 febbraio 2021 |
| 4  | I Am The Greatest           | Nato per vincere                                | 20 ottobre 2019   | 5 marzo 2021     |
| 5  | It's All In the Game        | Tutto su un numero                              | 27 ottobre 2019   | 12 marzo 2021    |
| 6  | Il Canto de Malavita        | Il canto di Malavita                            | 3 novembre 2019   | 19 marzo 2021    |
| 7  | Masters of War              | I signori della guerra                          | 10 novembre 2019  | 26 marzo 2021    |
| 8  | How I Got Over              | Come l'ho superata                              | 17 novembre 2019  | 2 aprile 2021    |
| 9  | Rent Strike Blues           | Lo sciopero degli affittuari                    | 24 novembre 2019  | 9 aprile 2021    |
| 10 | Chickens Come Home to Roost | I polli tornano nel pollaio per farsi arrostire | 1 dicembre 2019   | 16 aprile 2021   |